# Барбарис Юлианы
Барбарис Юлианы, также барбарис Юлиана (лат. Berberis julianae) — кустарник, вид рода Барбарис (Berberis) семейства Барбарисовые (Berberidaceae).

## Биологическое описание
Вечнозелёный кустарник 0,5—2 м (в ареале до 3—4 м) высоты, выпрямленной формы с очень плотной, густоветвистой почти шаровидной кроной. Ветви прямостоячие, серовато-желтые, с возрастом ветви дугообразно свисают вниз. Побеги желтоватые, ребристые, в молодости не опушённые. Колючки 1—3 см длины, трехраздельные, мощные, жесткие.
Листья простые, цельные 3—10 см длины, около 2,5 см ширины, овально-ланцетные или обратнояйцевидно-ланцетные, тупые или коротко заостренные, густопильчатые, с 12—20 мелкими, шиповато-колючими зубцами с каждой стороны, голые, жесткие, кожистые, сверху темно-зеленые, глянцево-лоснящиеся, снизу палевые и слабо блестящие.
Корневая система состоит из мощного слаборазветвленного и широко распростёртого основного корня.
Цветки 1 см диаметром, желтые, снаружи иногда красноватые, собранные в малоцветковые пучки. Цветоножки до 1,5 см длины. Цветет в июне.
Плоды 0,8—0,9 см длины, продолговатые, сине-черные, с плотным белым восковым налетом, с коротким столбиком.

## Распространение и экология
Родом из Центрального Китая (Гуанси, Гуйчжоу, Хубэй, Хунань и Сычуань). В горы поднимается на высоту 1000—1500 м над уровнем моря.
В бывшем СССР культивировался в Никитском ботаническом саду, в Адлере, Сухуми, Баку.
Предпочитает солнечные и полутенистые места. Растёт на почве от умеренно сухой до влажной, как на кислой, так и на щёлочной. Морозостоек до минус 29 °C.

## Классификация

### Таксономия
Вид Барбарис Юлианы входит в род Барбарис (Berberis) трибы Барбарисовые (Berberideae) подсемейства Барбарисовые (Berberidoideae) семейства Барбарисовые (Berberidaceae) порядка Лютикоцветные (Ranunculales).
|  |                       |  |                                          |                                          |                           |  | ещё 1 подсемейство (согласно Системе APG II) | ещё 1 подсемейство (согласно Системе APG II) |                                       |  |  |  | ещё 11—14 родов         | ещё 11—14 родов     |  |  |
|  |                       |  |                                          |                                          |                           |  | ещё 1 подсемейство (согласно Системе APG II) | ещё 1 подсемейство (согласно Системе APG II) |                                       |  |  |  | ещё 11—14 родов         | ещё 11—14 родов     |  |  |
|  |                       |  |                                          | семейство Барбарисовые                   |                           |  |                                              |                                              | триба Барбарисовые                    |  |  |  |                         | вид Барбарис Юлианы |  |  |
|  |                       |  |                                          | семейство Барбарисовые                   |                           |  |                                              |                                              | триба Барбарисовые                    |  |  |  |                         | вид Барбарис Юлианы |  |  |
|  | порядок Лютикоцветные |  |                                          |                                          | подсемейство Барбарисовые |  |                                              |                                              | род Барбарис                          |  |  |  |                         |                     |  |  |
|  | порядок Лютикоцветные |  |                                          |                                          |                           |  |                                              |                                              |                                       |  |  |  |                         |                     |  |  |
|  |                       |  | ещё 9 семейств (согласно Системе APG II) | ещё 9 семейств (согласно Системе APG II) |                           |  |                                              | ещё 1 триба (согласно Системе APG II)        | ещё 1 триба (согласно Системе APG II) |  |  |  | ещё от 450 до 600 видов |                     |  |  |
|  |                       |  |                                          | ещё 9 семейств (согласно Системе APG II) |                           |  |                                              |                                              | ещё 1 триба (согласно Системе APG II) |  |  |  |                         |                     |  |  |

## Хозяйственное использование
В культуре с 1907 года. Широко распространен. Высокодекоративен. Неприхотлив. Рекомендуется для садов парков и городских насаждений. Высаживают в местах, защищённых от ветра. Цветет и плодоносит в средней полосе, но в суровые зимы может подмерзать.